# ハリガネロック
ハリガネロックは、かつて吉本興業に所属していた日本のお笑いコンビ。NSC大阪校11期出身。1995年4月結成、2014年3月解散。『M-1グランプリ2001』準優勝、『爆笑オンエアバトル』第4代チャンピオン。

## メンバー
ユウキロック（1972年4月16日 - ）（53歳）
ボケ担当、立ち位置は向かって左。現在はフリーとして活動。

大上 邦博（おおうえ くにひろ、1973年8月7日 - ）（51歳）
ツッコミ担当、立ち位置は向かって右。
奈良県葛城市出身。血液型AB型、身長186 cm。
かつては高校の同級生で同期でもある堂土貴（現ルート33）とのコンビ「あっぱれ団」として活動。
キン肉マン、仮面ライダー、戦隊もの好きで、仮面ライダー好き芸人仲間とトークライブを行った。
2016年2月20日の舞台を最後に、芸人を引退。
その後は大阪府東大阪市でご当地アイドル（Le Siana/Culumiなど）などのプロデュースを行うSAKURA entertainmentに所属し、「おおうえくにひろ」名義でMCタレントとしてイベント出演などで芸能活動を行なっている。
横浜DeNAベイスターズファン。
2003年に結婚するも、2019年6月で離婚していた。

## エピソード

### 芸風
- 漫才を中心に演じており、悪役ぶるユウキのボケと柔和な大上のツッコミが特徴（後述のようにユウキがツッコミ、大上がボケを担っていた時期もある）。漫才では主に「ボヤき漫才」が多く、ネタ作りは2人で行なっているがボケを細かく作っているのはユウキ[4]。
  - 結成当初は過激な内容を含む漫才をやる機会が多く、そのせいか『M-1グランプリ2001』決勝戦でのキャッチフレーズも「武闘派」であった。代表的な例として、生放送である『M-1グランプリ2001』の最終決戦で披露した漫才の中でユウキが「薬物を打つジェスチャー」をやったことなどが挙げられる[注釈 1]。出番直後、2人はネタの内容について当時吉本の常務であった人物に注意されてしまったという。そして、徐々にコンプライアンスが厳しくなっていった時代の流れと共にスタイルも変えざるを得なくなり、「ぼやき漫才」から「漫才コント」へとシフトするようになっていったとユウキは自身の著書で語っている[5][注釈 2]。
- ネタをシメる際に大上は普通に礼をし、ユウキは「THANK YOU!!」と叫ぶスタイルも特徴的であった。『M-1グランプリ2001』では、締めの一言を放った際にこの日一番の歓声が上がっていた。
- 一時期、ユウキと大上がネタ中にある1つの事柄にぼやき一緒にツッコむ「ユニゾンツッコミ」を披露しており、ハリガネロックの代名詞とも言われていたがユウキの「漫才の中身で勝負したい」という思いから次第にやらなくなっていった[6]。
- コンビ名に「ロック」が付いている所以から、2003年にはロックの聖地である渋谷公会堂で史上初の漫才ライブを開催している。当時のお笑いライブとしては珍しく、花火や紙テープバズーカなどの特殊効果が使われていた[7]。

### コンビ名の由来
- 「ロック」は、ユウキ自身が音楽のジャンルである「ロック」に憧れを抱いていたことから付けられた。一方で「ハリガネ」は、HOUND DOGのヴォーカルである大友康平が学生時代、地元にいた伝説の不良「針金くん」が由来であることをユウキが自身の著書で明かしている。ユウキ曰く大友のこの話を聞いた後、「強い人」=「針金くん」というイメージが付いてしまい、その後「ロック」は強くなければならないという理由からこの2つの部分がくっつき「ハリガネロック」となったという。しかし、ユウキ自身「この由来を誰が理解してくれるのか」という思いがあり、解散まで「ハリガネ」の部分の本当の意味は周囲はおろか相方の大上にも伝えなかったという（「ロック」の意味は伝えていた）[8]。そのため表向きの由来は、大上がハリガネのように痩せていてユウキがロック好きなことから[9]となることが多かった。なお、「ハリガネロック」以外のコンビ名の候補として、「カメライフ」「ろくでなしBLUES」「アングラ」などがあったことも明かされている[10]。

### 爆笑オンエアバトル
- 『爆笑オンエアバトル』への初挑戦は1999年7月24日放送回。当時はユウキ・大上共々、本番前からかなり緊張しておりネタ中も終始足元がおぼつかず動きすらままならなかったという。その結果初オンエアは果たしたものの、これが影響したのか353KB[注釈 3]でギリギリの（11組中）6位通過であった。ユウキはこの結果に帰りの大阪へ向かう新幹線の車中で落胆したという[11]。その後、2回目の挑戦となった1999年10月2日放送回では初のオーバー500（521KB）[注釈 4]で1位通過を達成、初挑戦時のリベンジを果たしていた。その後も安定したKBで勝利を重ね、番組の常連として活躍していった。
- 2001年11月3日放送回（広島収録）ではパーフェクト達成まであとボール1個に迫る541KB[注釈 5]を記録した。仮に545KBを記録していれば、ますだおかだ以来となる番組史上2組目のパーフェクト達成コンビとなっていた。これを受けてユウキは、ネタのオンエア前に流れる勝者コメントで「入れてへんやつ、顔覚えたからな!」「家行ったる!」など（冗談半分ではあろうが）憤っていた[注釈 6][12]。
- チャンピオン大会には過去3回出場している。
  - 2000年度の第3回チャンピオン大会では決勝進出するも、2人揃って漫才中にネタを飛ばすという失態を演じてしまい、結果は11組中10位に終わった[注釈 7]。
  - 2001年度の第4回チャンピオン大会ではファイナルで974KB[注釈 8]を獲得、2位のダイノジ（874KB）に100KBの差をつけ4代目チャンピオンに輝いた。第3回ではルート33がチャンピオンだったため、結果としてルート33の堂土貴は元相方にその座を明け渡す形となった。この回はハリガネロックを含め漫才を披露した芸人が3組[注釈 9]しかいない（他の芸人は全てコントなどを演じていた）という極めて珍しい回だった。
  - 第5回チャンピオン大会ファイナルにもシードとして出場するが、714KBで6位と振るわず、チャンピオン防衛は果たせなかった。この回で新たに5代目チャンピオンへ輝いたのは、コントを得意とするアンジャッシュ（850KB）であった。
- チャンピオンとなった2001年度は年間合計キロバトルでも1位を記録（年間合計1988KB・一回平均497KB）している。年間合計1位とチャンピオンの両方を達成した芸人は、歴代でもハリガネロックとタカアンドトシ（2004年度）のみ。
- 2003年度を以って番組を卒業。最終的には14戦全勝という記録を残しているが、主に番組で活躍した芸人に与えられるゴールドバトラーには獲得条件を満たしておらず認定されていない（上述にもあるようにチャンピオンにはなったためプラチナバトラーには認定されている）。全戦全勝を果たしているチャンピオンの中で、ゴールドバトラーに認定されていないのはハリガネロックとNON STYLEのみ。
- 『爆笑オンエアバトル』卒業後は、2004年4月から2006年3月まで『熱唱オンエアバトル』[注釈 10]の司会を担当した。元々番組開始前の2003年8月と12月に放送された『サマーソングバトル』『ウインターソングバトル』でも司会を務め、そこから継続して行う形となった。
- ユウキは、自身の漫才師人生にとって一番の青春が『爆笑オンエアバトル』での戦いだったと著書内で語っている。更に当時から同番組での活躍もあり、ハリガネロックの漫才は芸人受けという面では劣るが、客票には強く大衆性に重きを置いている（ピープルズチャンピオンとも）と自認していたという[13]。この思いが後述の『M-1グランプリ』における、一般審査員枠廃止に対しての苦言へと繋がっていくこととなる。

### M-1グランプリ
2001年
- 『M-1グランプリ』の記念すべき第1回で決勝戦進出を決める。決勝1回戦ではネタ順が10番目で最後という緊張感の中、初回にのみ導入された一般審査員から最高得点を受け、暫定2位であったアメリカザリガニを倒して2位へ食い込み、最終決戦進出を果たす。しかし、最終決戦のネタ順が決まった際、司会を務めていた赤坂泰彦に「アメリカンロック」と間違えられ、悲鳴と爆笑が巻き起こるというハプニングが起きた。
- 最終決戦では因縁の相手である中川家との一騎打ちとなったが、結果は1対6で敗れ、2位に終わった。ユウキは自著内で当時の最終決戦が、中川家の背中に触れた最初で最後の瞬間だったと語っている。また、ユウキ曰く最終決戦まで進めた時点で「満足してしまった」らしく、「リラックスした方が持ち味が出るコンビもいますけど、僕らのスタイルは満足したらダメになる」と述懐している。更に「（中川家は）置かれている状況が違った。中川家は優勝して当たり前。挑戦者である僕らは、その王者を殺すぐらいの気持ちでいかなければいけなかった。そう思えなかった時点で負けていましたね」と反省の弁も述べている。
- 表彰式後、審査員の松本人志（ダウンタウン）からクリスマスプレゼントにチョコレートが入ったサンタの小型ブーツをプレゼントされたが、ユウキはそれをしばらく食べられず長いこと冷蔵庫に保管していた。それを初めて口にできたのは第2回大会終了後だったという。

2002年
- 昨年に続いて決勝戦に進出し、トップバッターとして登場。昨年とはまた違ったテイストの漫才（昨年の形式に加え「相方をイジる」部分を付け加えた）を披露したが、審査員には響かず5位という結果に終わる。CM中、舞台裏に来た審査員の島田紳助に漫才の出来について激しく酷評されてしまったという。

備考
- ハリガネロックは『M-1』以前から関西で数々の漫才の賞を受賞しており、実力派として名を馳せていたためユウキ自身「まあ出たら決勝は行くんやろな」と高を括っていたという。ユウキはNSC在学中から実力が飛びぬけていた同期の中川家を強くライバル視しており、大会ではどちらかと言えば「優勝」というよりも「中川家と決着をつけたい」思いの方が強かったとのこと。
- 一般審査員が初回限りで廃止されたことに対し、客票の審査に自信を持っていたユウキは自身の著書にて「ヨシモトの劇場以外の場所で試す事もせずに」「芸人は誰に向けてお笑いを発信しているのか?」「この不公平という風潮と廃止という決定は、点数を取った俺たちをも否定されたように感じた」などとかなりの苦言を呈していた。実際、ハリガネロックは一般審査員枠の得点のみに限定すれば中川家を抜いて総合1位を記録しているが、仮に特別審査員枠の得点のみの場合だと総合4位となっており、最終決戦進出は果たせていなかった。 その一方、2022年に発売された著書「笑い神」においてユウキは「オンバトに出てたせいなんかな。ウケが欲しいばっかりに、それぞれのネタのおもしろい部分だけをつなげたりしていた。つなぎ方には自信あったんですけど、プロが見たらわかりますよね。あと、芸能人をいじって笑いを取ったりしていた。あれって笑いが取りやすいぶん、笑いの質が、薄く、軽くなるんです。そういうの、プロの審査員は嫌うんですよね」とも述べており、客票の審査に強い自分たちのスタイルが『M-1』では仇となってしまったことも認めている。
- ラストイヤーとなった2005年大会（第5回）では、ボケとツッコミを入れ替える（ユウキがツッコミ、大上がボケ）という最後の賭けに出るも3回戦で敗退。その後、追加合格として準決勝へ進むも、ユウキはこれを主催者側の「配慮」だと思わずにはいられなかったという。準決勝では原点に帰って、従来のスタイルに戻して漫才を行うも敗退。敗者復活戦でも勝ち上がれず、3度目の決勝戦進出は果たせなかった。ユウキは自身の著書にて、同大会で優勝したブラックマヨネーズが見せた漫才こそ、自分が目指した理想の漫才だったと語っている。この漫才を見てユウキは10年間のハリガネロックとしての取り組みが全て間違いだったのではという思いに駆られたという。

### 解散
- 2008年の『MBS新世代漫才アワード』出場後、ユウキと大上の2人それぞれの思惑から完全にすれ違いが生じ[25]、以降2人で仕事は行うものの、単独ライブはやらない、新ネタも作らないなど長きに渡って「ハリガネロック」としての動きは完全に停止する状態が続いた[26]。ユウキはこの間、自身の芸歴20年を終える2013年3月31日に「ハリガネロック」を解散しようと思っていたという（このことは周囲には勿論、相方の大上にも伝えていなかった）[27]。
- 2011年、大上からの呼びかけにより[28]、『M-1』終了後に新たに始まった漫才の大会『日清食品 THE MANZAI』に出場を決意し再び漫才に対して本腰を入れるが、結果は2回戦敗退。
- 2013年、ユウキは相方の大上に「解散の意思がある」ということ、「漫才だけにはちゃんとけじめをつけて辞めたい」「『THE MANZAI』で決勝に行けなければ解散しよう」という思いを事前に伝えた上で再び『THE MANZAI』への参戦を決意する[29]。このようにお互い万感の思いを持って挑んだが、最終的に2011年と同じく2回戦敗退に終わった。こうして2人は「ハリガネロック」としての本格的な戦いに幕を閉じることとなった。後にユウキは著書で「ハリガネロックを結成して、一番といっても過言では無いほどスベッた」と明かしている[30]。
- 2014年2月25日、同年3月22日[注釈 16]に解散することを発表した[31]。『M-1グランプリ』の決勝戦進出経験、爆笑オンエアバトルのチャンピオン経験があるコンビが解散を正式に発表するのは史上初の出来事であった[注釈 17]。解散後、ユウキは構成作家・ライター・養成所の講師として活動、大上は芸人としては引退し、地元・奈良を拠点にタレント活動を継続している。

## 賞レース成績・受賞歴など

### M-1グランプリ（成績）
| 年     | 結果       | エントリーNo. | 決勝戦キャッチコピー | 備考                        |
| ------ | ---------- | ------------- | -------------------- | --------------------------- |
| 2001年 | 決勝2位    | 94            | 武闘派               | 決勝1回戦 2位通過           |
| 2002年 | 決勝5位    | 1739          |                      |                             |
| 2003年 | 準決勝敗退 | 1893          |                      |                             |
| 2004年 | 不参加     |               |                      |                             |
| 2005年 | 準決勝敗退 |               |                      | ラストイヤー、3回戦追加合格 |

### 爆笑オンエアバトル チャンピオン大会
| 回（年）        | 結果          | 備考                            |
| --------------- | ------------- | ------------------------------- |
| 第3回（2001年） | 決勝10位      | セミファイナルBリーグ 3位通過   |
| 第4回（2002年） | チャンピオン  | セミファイナルAブロック 2位通過 |
| 第5回（2003年） | ファイナル6位 | シード枠                        |

### その他
- 1997年 第18回ABCお笑い新人グランプリ 最優秀新人賞
- 1997年 第27回NHK上方漫才コンテスト 最優秀賞
- 1998年 第33回上方漫才大賞 新人賞
- 2007年 第5回MBS新世代漫才アワード 決勝3位
- 2011年 日清食品 THE MANZAI 2011 2回戦敗退
- 2013年 日清食品 THE MANZAI 2013 2回戦敗退

## 出演

### テレビ
コンビ
- 爆笑オンエアバトル（NHK）
- 熱唱オンエアバトル（NHK） - MC
- サマーソングバトル（NHK） - MC
- ウインターソングバトル（NHK） - MC
- にっぽん愉快家族（NHK）
- 家計診断 おすすめ悠々ライフ（NHK） - パネラー
- 爆笑BOOING（関西テレビ）
- びじゅある（関西テレビ、1998年4月7日 - 9月29日）
- 新・真夜中の王国（NHK総合・BS2） - 月1出演
- ハリガネロックのモテモテロックナイト（RCC中国放送、2001年 - 2004年）
- ?マジっすか!（毎日放送、2001年4月 - 2002年3月）
- 太っ腹!紳助ファンど（関西テレビ、2002年4月 - 2003年3月）
- TOKYO マヨカラ!（テレビ東京、2006年4月 - 2009年3月） - MC
- 千客万来!ほのぼのマンデー→千客万来!ほのぼのサンデー（石川テレビ）

大上のみ
- ゆうドキッ!（奈良テレビ放送） - コメンテーター

### ラジオ
コンビ
- OBCブンブンリクエスト（ラジオ大阪、2000年4月 - 2001年9月）
- ハリガネ・MEGUMIのロックな時間（MBSラジオ、2004年4月3日 - 2005年10月1日）

大上のみ
- おおうえくにひろさんじゅっぷん（ならどっとFM）※終了
- 784WAVEII（ならどっとFM） - 金曜日パーソナリティー ※終了
- とんでもフライデー（毎週金曜日16:00 - 18:40 ならどっとFM）
- Oh!えん歌（毎週土曜日13:00 - 14:45 ならどっとFM）
- 泰人くにひろ yell!!え～る!!!（2024年10月5日 - 、毎週土曜日20:30 - 21:00 ラジオ関西）

### CM
- ソフマップ（2003年）

## 関連商品

### 書籍
- 爆笑オンエアバトル（NHK「爆笑オンエアバトル」番組制作グループ）
- 爆笑オンエアバトル2（NHK「爆笑オンエアバトル」番組制作グループ）
- 爆笑オンエアバトル3（NHK「爆笑オンエアバトル」番組制作グループ）
- B面-baseよしもとOFFICIAL BOOK（Pia mooks）

### ビデオ
- ベタっと、吉本若手マニュアル 1（ハピネット・ピクチャーズ）
- 心斎橋2丁目劇場 Final-Wachacha 大爆発　featuring 2丁拳銃・シャンプーハット（ビクターエンタテインメント）
- baseよしもと2000 大図鑑（ビクターエンタテインメント）
- baseよしもと2001 大図鑑（ビクターエンタテインメント）
- ハリガネロック・チュートリアル・ランディーズ in ZAIMAN（バップ）
- M-1グランプリ2001完全版〜そして伝説は始まった〜（R&C JAPAN）
- M-1グランプリ2002完全版〜その激闘のすべて・伝説の敗者復活戦完全収録〜（R&C JAPAN）
- ハリガネロック in 渋公爆発ロック（R&C JAPAN）
- 浪商のヤマモトじゃ! 喧嘩野球編・大阪総番長編（ジーピー・ミュージアム）